# Le Capitaine Marvel
Pour les articles homonymes, voir Captain Marvel.
Pour plus de détails, voir Fiche technique et Distribution.
Le Capitaine Marvel (Adventures of Captain Marvel) est un serial américain en 12 épisodes (chapitres) réalisé par William Witney et John English, sorti en 1941.

## Synopsis
Lors d'une expédition archéologique au Siam conduite par John Malcolm, le sorcier Shazam transforme Billy Batson en Capitaine Marvel, afin qu'il enraye la malédiction du Scorpion frappant tour à tour les membres de cette expédition.   

## Fiche technique
- Titre : Le Capitaine Marvel
- Titre original : Adventures of Captain Marvel
- Réalisation : William Witney et John English
- Scénario : Ronald Davidson, Norman S. Hall, Arch B. Heath, Joseph Poland et Sol Shor, d'après le personnage de Captain Marvel, créé par C. C. Beck et Bill Parker
- Musique : Cy Feuer, Ross DiMaggio (non crédité) et Mort  Glickman (non crédité)
- Directeur de la photographie : William Nobles
- Montage : William Thompson et Edward Todd
- Décors : Morris Braun (non crédité)
- Effets spéciaux : Howard et Theodore Lydecker (non crédités)
- Producteur : Hiram S. Brown Jr.
- Société de production et de distribution : Republic Pictures
- Genre : Film d'aventure / Science-fiction - Serial en 12 épisodes (chapitres)
- Durée totale : 216 min
- Date de sortie : États-Unis : 28 mars 1941

## Liste des épisodes (chapitres)
- Chapitre 1 : Curse of the Scorpion (30 min)
- Chapitre 2 : The Guillotine (16 min)
- Chapitre 3 : Time Bomb (17 min)
- Chapitre 4 : Death Takes the Wheel (16 min)
- Chapitre 5 : The Scorpion Strikes (16 min)
- Chapitre 6 : Lens of Death (16 min)
- Chapitre 7 : Human Targets (17 min)
- Chapitre 8 : Boomerang (17 min)
- Chapitre 9 : Dead Man's Trap (16 min)
- Chapitre 10 : Doom Ship (16 min)
- Chapitre 11 : Valley of Death (16 min)
- Chapitre 12 : Captain Marvel's Secret (16 min)

## Distribution
(dans l'ordre d'apparition au générique de début du chapitre 1)
Rôles principaux
|  | Tom Tyler : Le Capitaine Marvel         |
|  | Frank Coghlan Jr. : Billy Batson        |
|  | William Benedict : Whitey Murphy        |
|  | Louise Currie : Betty Wallace           |
|  | Robert Strange : John Malcolm           |
|  | Harry Worth : Professeur Luther Bentley |

|  | Bryant Washburn : Henry Carlyle (chapitres 1 à 3)   |
|  | John Davidson : Tal Chotali                         |
|  | George Pembroke : Dr Stephen Lang (chapitres 1 à 9) |
|  | Peter George Lynn : Dwight Fisher (chapitres 1 à 6) |

Reste de la distribution

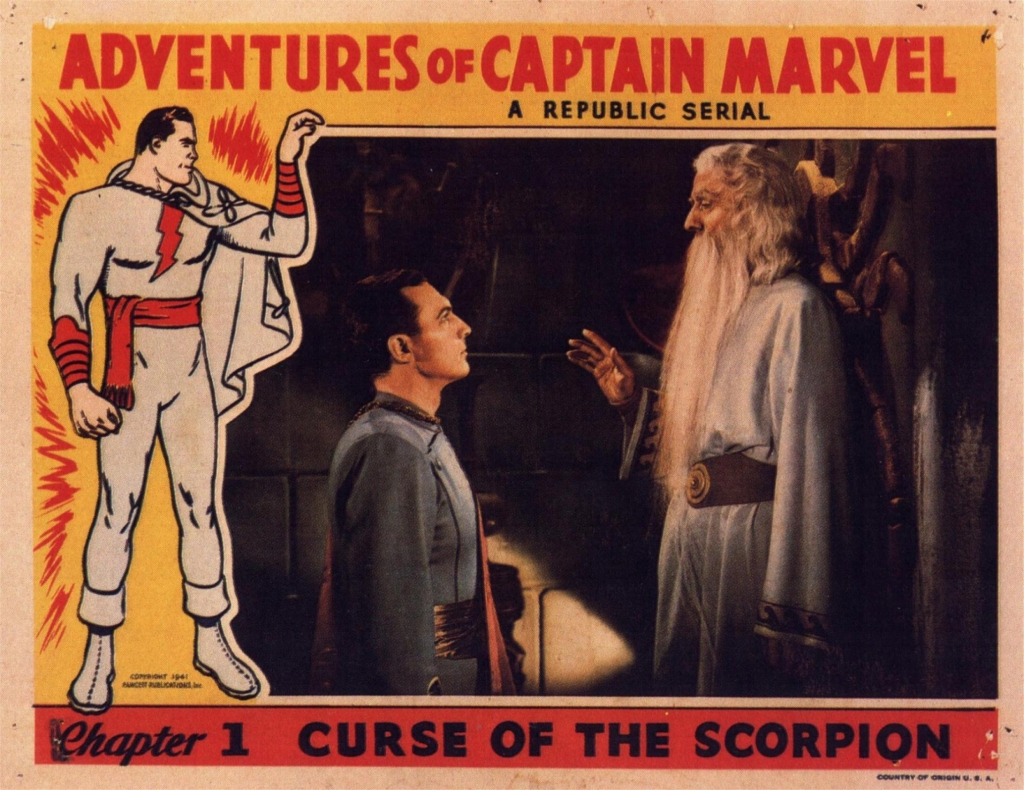
Poster promotionnel :
Tom Tyler et Nigel De Brulier

- Reed Hadley : Rahman Bar (chapitres 1, 11 et 12)
- Jack Mulhall : Howell (chapitre 1)
- Kenneth Duncan : Barnett (chapitres 2 à 10)
- Nigel De Brulier : Shazam (chapitre 1)
- John Bagni : Cowan (chapitres 2 à 10)
- Carleton Young : Martin (chapitres 3 à 9)
- Leland Hodgson : Major Rawley (chapitre 1)
- Stanley Price : Owens (chapitres 3 à 5)
- Ernest Sarracino : Akbar (chapitres 11 et 12)
- Tetsu Komai : Chan Lai (chapitre 4)
- Steve Clemente (non crédité) : Le cinquième indigène

## DVD
- L'intégrale du serial est sorti en coffret 2 DVD chez Bach Films le 19 avril 2010 en version originale sous-titrée en français. En bonus un dessin animé de Superman (Période Fleischer) ainsi que trois épisodes de trois autres serials de l'éditeur ainsi que deux documentaires et un livret collector sur l'histoire des serials. ASIN B003F4XKHI